# Pylint
Pylint — программное обеспечение с открытым исходным кодом для статического анализа кода на языке программирования Python. Поддерживает рекомендации PEP 8.
Pylint - это программа для проверки исходного кода, ошибок и качества для языка программирования Python. Он назван в соответствии с общепринятым в Python соглашением о префиксе «py» и отсылкой к программе lint для программирования на C. Он следует стилю, рекомендованному PEP 8, руководством по стилю Python. Он похож на Pychecker и Pyflakes, но включает в себя следующие функции:
- Проверка длины каждой строки
- Проверка правильности формирования имен переменных в соответствии со стандартом кодирования проекта
- Проверка того, что заявленные интерфейсы действительно реализованы

Pylint также оснащен модулем Pyreverse, который позволяет создавать диаграммы UML из кода Python. Его можно использовать как отдельную программу, но он также интегрируется с такими IDE, как Eclipse, PyDev и Visual Studio Code, а также с такими редакторами, как Atom, GNU Emacs и Vim.
Он получил положительные отзывы.
Код для запуска
pylint main.py